# Ca n'Estruc de la Riera
Ca n'Estruc de la Riera és un edifici del municipi d'Esparreguera (Baix Llobregat) inclòs en l'Inventari del Patrimoni Arquitectònic de Catalunya.
És una masia tradicional format per diversos cossos. El cos principal consta de planta baixa i dos pisos i la coberta és a dues aigües. La façana està arrebossada i pintada de blanc. Les obertures, disposades de forma regular, són allinadades.
Al segle xvi se'l coneixia com a Mas Bernardí, més tard com a Mas Desmà o Ponsgrau i, a mitjans del segle xviii, pren el nom actual.